# Don't Ask, Don't Tell (Beverly Hills, 90210)
Don't Ask, Don't Tell is de vierde aflevering van het negende seizoen van het tienerdrama Beverly Hills, 90210, die voor het eerst werd uitgezonden op 28 oktober 1998.

## Plot
Nu Brandon in New York is voor zijn sollicitatiegesprek maakt Kelly zich zorgen omdat hij nog niet gebeld heeft. Donna maakt zich ook zorgen maar dan om Noah die iedereen buiten heeft gesloten en aan het drinken geslagen is. De twee dames gaan naar de uitvaart van de vader van Noah om hem te steunen. Na de uitvaart gaan Kelly en Donna de stad in en zien een leuk pand leeg staan in een winkelcentrum, Kelly oppert het idee om daar samen een boetiek te beginnen met Donna’s ontwerpen. Donna durft hier niet aan maar Kelly belt meteen naar een telefoonnummer om te informeren. Daar zien ze ook een leuke man lopen waar ze beide interesseert in zijn. De volgende dag gaan ze in de zaak kijken en besluiten om dit door te zetten, de leuke man komt ook langs lopen en het blijkt dat hij daar een kantoor heeft, zijn naam is Matt en hij is advocaat van beroep. Als zij staan te praten wordt Donna gebeld met de mededeling dat Noah gearresteerd is voor rijden onder invloed, Matt wordt meteen als advocaat van Noah aangesteld. Op de rechtszitting probeert Matt alle truckjes om de aanklacht te laten vervallen maar de rechter trapt hier niet in en laat de zaak voorkomen. Het vonnis luidt één jaar proeftijd, duizend dollar boete en verplichte deelname aan Anonieme Alcoholisten. Als hij nog een keer betrapt wordt dan moet hij de gevangenis in. Matt laat zijn interesse blijken in Kelly maar deze kan het niet bevatten dat Matt mensen verdedigd die nare dingen gedaan hebben, nu blijkt Matt een man te verdedigen die een kennis van Kelly heeft mishandeld en dat kan Kelly niet bevatten.
David en Sophie hebben nu een stevige relatie waar Steve nog steeds niets van weet. Sophie wordt door Steve aangesteld als columniste op de krant en zij oppert het idee om een webcam op de krant te zetten zodat nieuwsgierigen het werken op de redactie kunnen volgen, Steve gaat hierin mee en zet de webcam zo neer dat Sophie vol in beeld is. Als Steve ’s avonds thuis op de computer naar de webcam kijkt dan krijgt hij de schrik van zijn leven, hij ziet live een vrijpartij tussen David en Sophie. Woedend rijdt hij naar het huis van David en gooit daar alle kleren neer van Sophie en vertelt dat Sophie bij David mag blijven en dat hij er klaar mee is.
Valerie wordt nu geregeld lastiggevallen door Carl die haar niet kan vergeten. Hij besluit om het huwelijk met Abby nietig te laten verklaren en wil met Valerie verder. Valerie peinst er niet over en stuurt hem weg, Abby snapt er niets van dat Carl haar verlaten heeft en wil gaan uithuilen bij Valerie maar daar hoort zij van haar dat Valerie met Carl heeft geslapen. Dit kan ze niet begrijpen en wordt woest op Valerie en die verwijt haar dat zij vroeger haar niet geholpen heeft toen zij seksueel misbruikt werd door haar man.
Dit is de eerste aflevering van Daniel Cosgrove als Matt Durning.

## Rolverdeling
- Jason Priestley - Brandon Walsh
- Jennie Garth - Kelly Taylor
- Ian Ziering - Steve Sanders
- Brian Austin Green - David Silver
- Tori Spelling - Donna Martin
- Tiffani Thiessen - Valerie Malone
- Joe E. Tata - Nat Bussichio
- Lindsay Price - Janet Sosna
- Daniel Cosgrove - Matt Durning
- Vincent Young - Noah Hunter
- Laura Leighton - Sophie Burns
- Michelle Phillips - Abby Malone
- Leigh Taylor-Young - Blythe Hunter
- Bruce Thomas - Carl Schmidt
- Christopher Daniel Barnes - Lenny
- Marcia Mitzman-Gaven - Rechter